# Wesertor
Wesertor, Kassel-Wesertor – okręg administracyjny Kassel, w Niemczech, w kraju związkowym Hesja. W grudniu 2015 roku okręg zamieszkiwało 9607 osób.